# I guastafeste
I guastafeste è stato un varietà televisivo, trasmesso su Canale 5 dal 19 ottobre del 1996 in prima serata il sabato sera, e condotto da Massimo Lopez e Luca Barbareschi. Ad affiancarli, Laura Freddi e Cristina Quaranta, protagoniste di esilaranti microburle e di intermezzi musicali.
Il programma era ideato da Fatma Ruffini.

## La trasmissione
Durante il programma, a metà fra Scherzi a parte e una candid camera, i conduttori si prendevano gioco della gente comune e intervenivano prendendo in giro personaggi del pubblico. I due, insieme a Laura Freddi e Cristina Quaranta, che si esibiva in coreografie di Brian Bullard e Garrison Rochelle, conducevano il programma da uno studio che invocava atmosfere anni quaranta. Il principale mattatore della trasmissione era Barbareschi, che si presentava in studio truccato da personaggi fittizi. Tuttavia, Barbareschi dopo la quarta puntata non condusse più il programma; dopo una battuta sull'Eurotassa, infatti, argomento caldo sotto il governo di Romano Prodi nel 1996, in cui il conduttore spronava gli italiani a non pagarla, fu estromesso da Mediaset per alcuni anni.
Nelle candid camera si possono notare due futuri protagonisti del panorama televisivo di Mediaset Teo Mammucari e Valerio Staffelli.

## Ascolti
| Puntata | Messa in onda    | Telespettatori | Share  |
| ------- | ---------------- | -------------- | ------ |
| 1       | 19 ottobre 1996  | 4 488 000      | 19,16% |
| 2       | 26 ottobre 1996  | 3 990 000      | 18,57% |
| 3       | 2 novembre 1996  | 3 721 000      | 17,20% |
| 4       | 9 novembre 1996  | 3 150 000      | 14,35% |
| 5       | 16 novembre 1996 | 3 233 000      | 14,27% |
| 6       | 23 novembre 1996 | 3 977 000      | 16,94% |
| 7       | 30 novembre 1996 | 3 626 000      | 15,75% |
| 8       | 7 dicembre 1996  | 3 145 000      | 13,82% |
| 9       | 14 dicembre 1996 | 3 150 000      | 13,95% |
| 10      | 21 dicembre 1996 | 2 550 000      | 11,56% |
| Media   | Media            | 3 503 000      | 15,55% |